# Campeonato Africano de Atletismo de 2014 - Revezamento 4x100 m feminino
A prova dos 4 x 100 metros estafetas feminino do Campeonato Africano de Atletismo de 2014 foi disputada no dia 12 de agosto de 2014 no Estádio de Marrakech  em Marrakech, no Marrocos. Participaram da prova 8 equipes. 

## Recordes
Antes desta competição, os recordes mundiais e do campeonato nesta prova eram os seguintes:
|                       | Nome                                                                       | Nacionalidade  | Tempo  | Local      | Data                 |
| --------------------- | -------------------------------------------------------------------------- | -------------- | ------ | ---------- | -------------------- |
| Recorde mundial       | Tianna Madison, Allyson Felix Bianca Knight, Carmelita Jeter               | Estados Unidos | 40s 82 | Londres    | 10 de agosto de 2012 |
| Recorde do campeonato | Christy Udoh, Gloria Asumnu Oludamola Osayomi, Lawretta Ozoh               | Nigéria        | 43s 21 | Porto Novo | 29 de junho de 2012  |
| Recorde africano      | Beatrice Utondu, Faith Idehen Christy Opara-Thompson, Mary Onyali-Omagbemi | Nigéria        | 42s 39 | Barcelona  | 7 de agosto de 1992  |

## Medalhistas
| Ouro                                                                          | Prata                                                                                                  | Bronze                                                                             |
| Nigéria · Gloria Asumnu · Lawreta Ozoh · Dominique Duncan · Blessing Okagbare | Costa do Marfim · Tryphene Kouame Adjoua · Mireille Gaha · Nanzie Adeline Gouenon · Marie-Josée Ta Lou | Gana · Flings Owusu-Agyapong · Gemma Acheampong · Beatrice Gyaman · Janet Amponsah |

## Cronograma
Todos os horários são locais (UTC+1).
| Data         | Hora  | Evento |
| ------------ | ----- | ------ |
| 12 de agosto | 21:05 | Final  |

## Resultado final
| Posição           | Raia | Nacionalidade   | Atletas                                                                              | Tempo | Notas |
| ----------------- | ---- | --------------- | ------------------------------------------------------------------------------------ | ----- | ----- |
| Medalha de ouro   | 8    | Nigéria         | Gloria Asumnu, Lawreta Ozoh, Dominique Duncan, Blessing Okagbare                     | 43.56 |       |
| Medalha de prata  | 5    | Costa do Marfim | Tryphene Kouame Adjoua, Mireille Gaha, Nanzie Adeline Gouenon, Marie-Josée Ta Lou    | 43.99 |       |
| Medalha de bronze | 1    | Gana            | Flings Owusu-Agyapong, Gemma Acheampong, Beatrice Gyaman, Janet Amponsah             | 44.06 |       |
| 4                 | 7    | Quênia          | Millicent Ndoro, Jacinter Shikanda, Francisca Koki, Safina Mukoswa                   | 46.06 |       |
| 5                 | 3    | Camarões        | Labarang Charifa Benazir, Audrey Nkamsao, Germaine Abessolo Bivina, Marie Jeanne Eba | 46.33 |       |
| 6                 | 6    | Etiópia         | Neima Sefa, Senknsh Mengista, Med Gebremariam, Tegest Tamangnu                       | 46.67 |       |
| 7                 | 2    | Benim           | Valerie Hounkpeto, Ariane Amouro, Rafiatou Idi, Beatrice Midomide                    | 48.11 |       |
| 8                 | 4    | Senegal         | Adja Arette Ndiaye, Mame Fatou Faye, Sokhna Safietou Kante, Fatoumata Diop           | DNF   |       |

Legenda
| Recorde mundial       | Recorde mundial (World record)               |                       | Recorde africano                      | Recorde africano (African) |                                           | Q | Classificado por posição (Qualified) |
| Recorde do campeonato | Recorde do campeonato (Championship record)  | Recorde da América    | Recorde da América (Americas)         | q                          | Classificado por melhor tempo (Qualified) |   |                                      |
| Melhor marca do ano   | Melhor marca do ano (World leading)          | Recorde asiático      | Recorde asiático (Asian)              | DNS                        | Não largou (Did not start)                |   |                                      |
| Recorde nacional      | Recorde nacional (National record)           | Recorde europeu       | Recorde europeu (European)            | DNF                        | Não terminou (Did not finish)             |   |                                      |
| Recorde pessoal       | Recorde pessoal do atleta (Personal best)    | Recorde da Oceania    | Recorde da Oceania (Oceania)          | DSQ / DQ                   | Desclassificado (Disqualified)            |   |                                      |
| Recorde da temporada  | Recorde da temporada do atleta (Season best) | Recorde sul-americano | Recorde sul-americano (South America) | NM                         | Sem marca (No mark)                       |   |                                      |